# Peter Broeker
Peter Broeker (ur. 15 maja 1929 w Hamilton w Ontario, zm. 1 sierpnia 1980 w Ottawie) – kanadyjski kierowca i konstruktor Formuły 1.
W 1963 Broeker i John Stevens skonstruowali samochód wyścigowy Stebro. Broeker został jego kierowcą. Wystartował w wyścigu o Grand Prix USA Formuły 1. Wyścig ukończył na ostatnim (spośród tych, którzy dojechali), siódmym miejscu z 22 okrążeniami straty do zwycięzcy.